# ATV Die Reportage
ATV Die Reportage ist eine seit April 2005 ausgestrahlte Reportage des österreichischen Fernsehsenders ATV. Berichtet wird über Geschichten aus dem Alltag und aktuelle Geschehnisse, oder es werden Personen und Gruppen vom Kamerateam durch den Alltag begleitet. Auch wird über bekannte Events und deren Vorbereitungen berichtet. Nach Angaben des Senders werde dabei großen Wert auf authentische und seriöse Darstellung und penible Recherche gelegt.
ATV Die Reportage wird montagabends ausgestrahlt.